# Харківський жіночий медичний інститут
Харківський жіночий медичний інститут — приватний вищий медичний заклад у Російській імперії, УНР та УРСР у 1910—1920 роках. Організований Харківським медичним товариством.

## Заснування
З 1908 року в Харкові були створені приватні вищі медичні курси пані Н. І. Невіандт. Попри обіцянки розгорнути власну лабораторну й клінічну базу та велику суму зібраних на це грошей, 2 роки по тому нічого з обіцяного власниця не зробила, а на зауваження професорів і слухачок відреагувала усуненням незадоволених професорів від прийняття рішень на курсах.
8 травня 1910 року на засіданні Харківського медичного товариства на запит слухачок медичних курсів Невіандт було прийнято рішення створити комісію для написання проєкту статуту жіночого медичного інституту. 17 травня головою оргкомітету інституту був обраний Василь Данилевський. Впродовж літа 1910 року оргкомітет звернувся до професорів та викладачів медицини з проханням взяти участь у конкурсі на посади в новому закладі. При цьому низка професорів негативно поставилися до звернення, зокрема Груздев Сергій Сергійович. Опір здійснювали й на рівні Харківського навчального округу, зокрема його піклувальник Павло Соколовський. Призначена ним комісія блокувала дозвіл на передачу медичному інституту будівлі клініки Харківського медичного товариства через її ніби-то непристосованість для навчання. Утім після звернення голови товариства Овсія Браунштейна та секретаря П. Сергієвського до петербурзького міністерства справу владнали.
31 жовтня 1910 року відкрився Харківський жіночий медичний інститут. Директором став Василь Данилевський, його заступником — Чиріков Андрій Дмитрович. До складу ради інституту ввійшли 20 викладачів. Завідувачі кафедр через недержавність інституту не мали права мати звання професора.

## Діяльність
У 1910—1911 навчальному році лекції слухали близько 1000 слухачок, прийнятих на 1-й, 2-й і 3-й курси. У вересні 1912 року Данилевський подав у відставку з посади директора інституту, а 17 жовтня новим директором став Сергій Попов.
У 1910—1911 роках було збудовано анатомічний театр інституту, де проходили заняття та розташовувався анатомічний музей.

## Викладачі
Серед викладачів були Петро Шатілов, Володимир Воробйов, Віктор Недригайлов, Ісак Файншмідт, Михаїл Цинамдзгвришвілі, Олександр Гейманович, Даміан Гриньов, Юстин Джанелідзе, Микола Кондратьєв, Володимир Фавр та інші.

## Випускниці
За 10 років роботи медичний інститут підготував близько 2000 лікарок.

### Відомі випускниці
- Азарх Раїса Мойсеївна (1917)
- Мір'ям Бернштейн-Коган (1917 чи 1918)
- Приходькова Єлизавета Костянтинівна (1918)